# Gonomyia liberiensis
Gonomyia liberiensis är en tvåvingeart som beskrevs av Alexander 1930. Gonomyia liberiensis ingår i släktet Gonomyia och familjen småharkrankar.
Artens utbredningsområde är Liberia. Inga underarter finns listade i Catalogue of Life.